# Flávio Giovenale

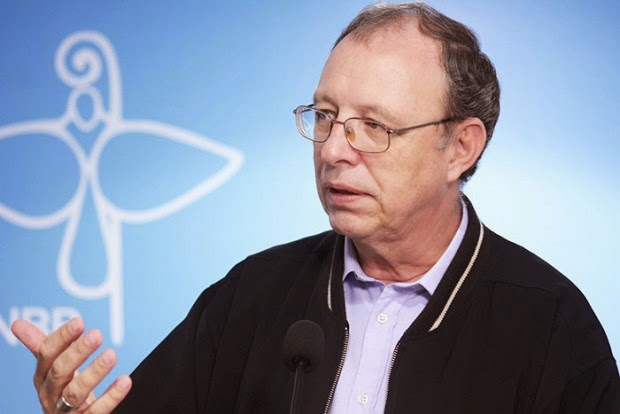
Bischof Flávio Giovenale

Flávio Giovenale SDB (* 6. Mai 1954 in Murello) ist ein italienischer Ordensgeistlicher, Missionar und römisch-katholischer Bischof von Cruzeiro do Sul.

## Leben
Nachdem er am 8. September 1971 in der Ordensgemeinschaft der Salesianer Don Boscos die erste Profess abgelegt hatte, ging er als Missionar nach Brasilien, studierte dort 1975 und 1976 Philosophie am Salesianischen Institut für Philosophie und Pädagogik in Lorena, São Paulo und von 1978 bis 1981 Theologie am Theologischen Institut Pius XI. in São Paulo. Am 20. Dezember 1981 empfing er in Murello die Priesterweihe. 1982 und 1983 arbeitete er in der Berufungspastoral in Pará.
1984 und 1985 absolvierte er ein postgraduales Studium an der Fakultät für Spiritualität der Päpstlichen Universität der Salesianer. Von 1986 bis 1989 war er Rektor des Kleinen Seminars, von 1990 bis 1991 des Großen Seminars in Manaus. Von 1992 bis 1997 übernahm er in seiner Ordensgemeinschaft das Amt des Provinzökonomen. Von 1994 bis 1997 war er außerdem Missionsprokurator für Brasilien.
Er wurde am 8. Oktober 1997 durch Papst Johannes Paul II. zum Bischof von Abaetetuba ernannt. Am 8. Dezember desselben Jahres spendete ihm der Erzbischof von Manaus, Luiz Soares Vieira, die Bischofsweihe. Mitkonsekratoren waren der Bischof von Marabá, José Vieira de Lima TOR, und der Bischof von Lins, Irineu Danelón SDB. Am 21. Dezember 1997 fand die Amtseinführung statt. Sein Wahlspruch lautet „Que todos se sintam amados por Deus“. Von 1999 bis 2003 war er Sekretär, 2003 und 2004 Vizepräsident, von 2004 bis 2007 Präsident der Region Nord 2 der Brasilianischen Bischofskonferenz.
Als er 2009 die Pädophilen-Netzwerke und die Kinderprostitution im Amazonas-Gebiet anprangerte, erhielt er deshalb Morddrohungen. Er gehört neben Erwin Kräutler und José Luís Azcona Hermoso zu den gefährdetsten Bischöfen Brasiliens.
Am 19. September 2012 wurde er zum Bischof von Santarém ernannt. Papst Franziskus ernannte ihn am 19. September 2018 zum Bischof von Cruzeiro do Sul. Die Amtseinführung fand am 16. Dezember desselben Jahres statt.